# Alexandre VI
Pour les articles homonymes, voir Alexandre, Llançol et Borja.
Rodrigo de Borja, né Roderic Llançol i de Borja le 1er janvier 1431 à Xàtiva (royaume de Valence, couronne d'Aragon) et mort à Rome le 18 août 1503, devenu Rodrigo Borgia après son arrivée en Italie, est le 214e pape de l’Église catholique sous le nom d’Alexandre VI de 1492 à 1503.
Il est connu pour ses mœurs dissolues, à l'image des habitudes pontificales de l'époque. Son pontificat est marqué en 1493 par la bulle Inter cætera, qui partage le Nouveau Monde entre l'Espagne et le Portugal.

## Biographie
Pour un article plus général, voir Famille Borgia.

### Origines
Issu d'une famille noble installée dans le royaume de Valence après avoir participé à sa Reconquista, Rodrigo de Borja est le neveu et fils adoptif du pape Calixte III (Alphonse de Borja).

### Homme d'Église
Alphonse de Borgia donne un premier poste ecclésiastique à Rodrigo en 1445, alors que ce dernier n'a que quatorze ans. Il le fait ensuite venir à Rome, où il lui offre la meilleure éducation, dispensée par l'humaniste Gaspard de Vérone. Rodrigo obtient son doctorat en droit civil et canonique à Bologne.
En 1455, trois semaines après qu'Alphonse de Borgia est devenu pape sous le nom de Calixte III, ce dernier donne une série de bénéfices ecclésiastiques à Rodrigo et le nomme notaire apostolique. Une année plus tard, Rodrigo, âgé de vingt-cinq ans, est nommé archevêque titulaire de Valence et créé cardinal par son oncle au grand scandale du Sacré Collège puis, l'année suivante, fait camerlingue et vice-chancelier de l'Église romaine (le poste le plus élevé du Saint-Siège après le pape, puisqu'il n'y a pas de chancelier) ; il le reste jusqu'à son élévation au souverain pontificat. Au moment de ces nominations en 1456, le poste de vice-chancelier de l'Église romaine et celui d'archevêque de Valence rapportent chacun 20'000 ducats par année. À la mort de son oncle Calixte III en 1458, il sait qu'il est encore trop tôt pour ambitionner la succession de celui-ci. En dépit de la colère de la rue et du pillage de sa maison, il maintient sa position et pèse dans l'élection de plusieurs pontifes.
Il représente le pape Sixte IV en qualité de légat en Castille et en Aragon pour arbitrer les différends familiaux au couronnement de Ferdinand II d'Aragon. En 1462 il est chargé de rapporter la relique de saint André depuis Patras jusqu'au Saint-Siège. En 1471, il est à nouveau envoyé en Castille et en Aragon pour mettre en garde contre la progression de l'Empire ottoman.
En 1468, douze ans après sa nomination au rang de cardinal, il est ordonné prêtre.

### Pontificat

#### Conclave et élection pontificale de 1492
Le 11 août 1492, il est élu pape à la majorité canonique des deux tiers des cardinaux réunis en conclave. Il est possible qu'il ait acheté certains votes, la simonie demeurant une pratique commune jusqu'à la Contre-Réforme tridentine. Il est couronné le 26 août de la même année. En tant que pape, il prend le nom d'Alexandre VI, alors qu'Alexandre V, pape de Pise, est aujourd'hui considéré comme un antipape, ce qui crée un hiatus dans la liste officielle des souverains pontifes.

#### Bulles
(liste non exhaustive)

Desiderando nui, 1499.

- 1493 : Inter cætera qui partage le Nouveau Monde entre l'Espagne et le Portugal.
- 1503 — du 16 des calendes de juin — données au cardinal d'Amboise légat en France pour faire réformer les monastères de Provence[5].

#### Politique
Avec la mort de Laurent le Magnifique le 8 avril 1492, le garant de la paix de Lodi disparaît et Jérôme Savonarole prophétise qu'un pape débauché va s'asseoir sur le trône de Pierre. Alexandre VI est élu le 11 août suivant.
Au lendemain de son élection, Alexandre VI doit faire face aux grands seigneurs romains qui tiennent la ville sous leur coupe. Ce qui reste des États pontificaux est mal défendu et attise les envies des voisins napolitains, florentins ou vénitiens. De surcroît demeure le risque d'une « descente » française, les Valois utilisant le prétexte de leurs droits sur Milan ou sur Naples. Il joue néanmoins pour partie la carte française, ce qui lui crée de nouveaux ennemis.
Le 6 juin 1494, le traité de Tordesillas conclu entre les rois catholiques et Jean II de Portugal confirme, à l'exception de quelques modifications, la bulle Inter cætera qui divise le Nouveau Monde en attribuant le Brésil au Portugal et le reste de l'Amérique latine à l'Espagne, les autres nations ayant été écartées. Cette décision ne sera pas sans conséquence lorsque éclatera la Réforme.
En 1494, Charles VIII progresse vers Naples. Lorsque les troupes françaises pillent Rome sur leur passage, encouragées par la famille Colonna qui prend sa revanche et des condottieres de toute provenance attirés par le sang et les écus, il doit se réfugier avec César dans le château Saint-Ange.
Pour Alexandre VI, ces conflits sont l'occasion d'affirmer l'autorité papale face aux puissances séculières. En 1495, pour lutter contre la présence française en Italie, il forme avec Milan, Venise, l'empereur Maximilien et les rois catholiques d'Espagne, la ligue de Venise qui connaît une lourde défaite à la bataille de Fornoue, remportée par Charles VIII grâce à la supériorité de son artillerie.
Louis XII, roi de France, cherchant, après son accession au trône, à faire annuler son mariage afin d'épouser Anne de Bretagne, Alexandre VI consent à lui rendre ce service, en échange de quoi il obtient pour son fils César le Valentinois, promu duché à cette occasion.
César Borgia, prototype du Prince de Machiavel, conquiert la Romagne, puis Urbino et Camerino. Dépouillant les unes après les autres les grandes familles romaines, les Colonna, les Savelli, les Caëtani, les Orsini, il ne vise rien de moins que la royauté sur l'Italie. Pour mener toutes ces guerres, il faut de l'argent. L'année 1500, proclamée année sainte par le souverain pontife, va renforcer les finances avec les revenus du pèlerinage. Et la vente du chapeau de cardinal rapporte de gros revenus au pape et à ses enfants.

#### Mécène et administrateur

Le pape Alexandre VI, fresque de Pinturicchio, 1492-1495.

Aimant s'entourer d'œuvres d'art et d'objets précieux, Alexandre VI a été un mécène généreux. Il a protégé les artistes (Pinturicchio, notamment, à qui il commande le célèbre décor des appartements Borgia, au Vatican) et montra de grandes capacités dans la remise en ordre de l'administration de l'Église.

### Vie privée
Homme d'Église sans vocation, Rodrigo Borgia n'observe pas les exigences du célibat sacerdotal. Il ne cache d'ailleurs pas son attirance pour les femmes. Il fut le père de six enfants reconnus (il en aurait eu sept ou huit de trois ou quatre maîtresses différentes).
Un des témoins les plus crédibles de son inconduite est Johann Burchard (ou Jean Burckhardt) de Strasbourg. Ce prélat, maître des cérémonies de la cour pontificale, a tenu de 1483 à 1508 un journal très précis, jour par jour, parfois même heure par heure, de tous les événements qui se sont déroulés à la Cour pontificale.
En 1470, alors qu'il est déjà ordonné prêtre, Rodrigo Borgia fait la connaissance de Vannozza Cattanei, jeune patricienne romaine de dix ans sa cadette, qui va lui donner quatre enfants (Jean ou Juan, César, Lucrèce, et Geoffroi ou Joffre), tout en continuant de mener une vie conjugale avec ses époux successifs qui sont des obligés de Borgia. Geoffroi est promis à Sancia, une fille naturelle d'Alphonse II, roi de Naples. Il a déjà eu un fils, Pedro Luis de Borja, légitimé par Sixte IV. Durant son pontificat, il engendre d'autres fils dont la ou les mères restent inconnues : Jean, né en 1498, futur duc de Camerino et de Nepi, et Rodrigue Borgia, né en 1502 ou 1503. Il entretient également une relation avec la jeune Giulia Farnèse (sœur du cardinal Alexandre Farnèse, le futur pape Paul III), mais sans qu'aucun enfant ne naisse manifestement de leur union.
Selon l'historien Ferdinand Gregorovius, il aurait eu également deux autres filles, nées de mères inconnues, Girolama de Borja et Isabelle.
En 1494, un parti de prélats à la tête duquel se trouve Giuliano Della Rovere, le futur pape Jules II, tente de faire déposer ce pontife qu'ils accusent, non sans raison, de simonie et de corruption de toutes sortes. Sa vie privée fait aussi scandale : François Guichardin rapporte un épisode au cours duquel un Borgia aurait attiré au château Saint-Ange le jeune et beau Astorre Manfredi, seigneur de Faenza, qu'il viole et fait jeter dans le Tibre. Mais il pourrait plutôt s'agir de César Borgia, qui a tenu prisonniers les deux frères Manfredi.
Le népotisme et les scandales suscitent de bruyantes remontrances de la part du moine dominicain Jérôme Savonarole. Sans scrupules, Alexandre VI fait arrêter Savonarole, qui est torturé et exécuté le 23 mai 1498.
Alexandre VI va encore plus loin dans la débauche et se rend célèbre par les fêtes somptueuses organisées à l'occasion du mariage de sa fille Lucrèce avec Alphonse Ier d'Este, le 31 octobre 1501, pendant lesquelles ses convives, au cours d'une orgie organisée dans le Palais apostolique, ont été invités à faire preuve de la plus grande virilité auprès d’une cinquantaine de danseuses dévêtues. La compétition a été arbitrée par les propres enfants d’Alexandre VI, César et Lucrèce, ce qui déclenche l'un des plus grands scandales de la chrétienté. Selon le prélat Johann Burchard, témoin muet, mais indigné, la débauche du pape Alexandre et de sa progéniture atteint son paroxysme en cette nuit orgiaque du 31 octobre 1501. Les dépêches envoyées aux cours d'Europe par leurs ambassadeurs, et figurant dans de nombreuses archives diplomatiques, confirment l'incroyable témoignage de Burchard.
On comprend dès lors pourquoi tant de récits faisant référence à un pacte avec le Diable ont pu circuler à la mort d'Alexandre VI.

### Mort
Plusieurs hypothèses entourent la mort du pape Alexandre VI. En effet, le 6 août 1503, il aurait dîné avec son fils César chez le cardinal Adriano di Castello. Tous deux furent pris par la fièvre. La première hypothèse attribue ce malaise à la malaria, très présente à Rome à cette époque. L'autre hypothèse est que le pape aurait voulu se débarrasser de certains de ses ennemis. Il aurait lui-même empoisonné le vin et serait donc tombé dans son propre piège. Cependant, on peut se référer au témoignage de Johann Burchard, qui a organisé un certain nombre de cérémonies de 1483 à sa mort en 1503. Les responsabilités de Burchard étaient de surveiller l'application du protocole et des procédures lors des cérémonies officielles. Il a tenu un journal détaillé de ses expériences et nous donne, en même temps, un aperçu du règne des Borgia. Présent lors de la mort d'Alexandre VI, il témoigne :
« Le samedi matin, le 12 août, le pape se sentit mal, et à 3 heures de l'après-midi il devint fiévreux. […] Tôt le 17 août, on lui donna des médicaments mais son état empira et à 6 heures le lendemain matin, il fit ses dernières confessions à Don Pietro Gamboa, l'évêque de Carinola, qui a ensuite célébré la messe en présence de Sa Sainteté. Après s'être communié, il donna au pape l'hostie et continua la messe. Le service était suivi par cinq autres évêques : Serra, Francesco Borgia, Giovanni Castelar, Casanova et Loris de Constantinople, à qui Sa Sainteté déclara qu'il était tombé malade. À la dernière heure, l'évêque de Carinola lui donna l'extrême-onction et il mourut en présence de l'évêque, des cardinaux et serviteurs qui étaient là. Son corps avait tellement enflé qu'on ne put le mettre dans le cercueil qu'on lui destinait. On le roula ainsi provisoirement dans un tapis, pendant que ses appartements furent livrés au pillage. »

### Postérité
Alexandre VI laisse la chrétienté en proie à un grave malaise qui va s'amplifier avec les années.
Même parmi les historiens chrétiens, il ne trouve pas de véritable défenseur. Le nom de Borgia, notamment par la vie de son fils César, qui a inspiré Le Prince de Machiavel, est devenu synonyme d'ambition et d'absence de scrupules.
Rome, sous le pape Alexandre VI, ne connaît « ni loi, ni divinité ; [mais] l'or, la violence et l'empire de Vénus ».

### Le problème de l’esclavage

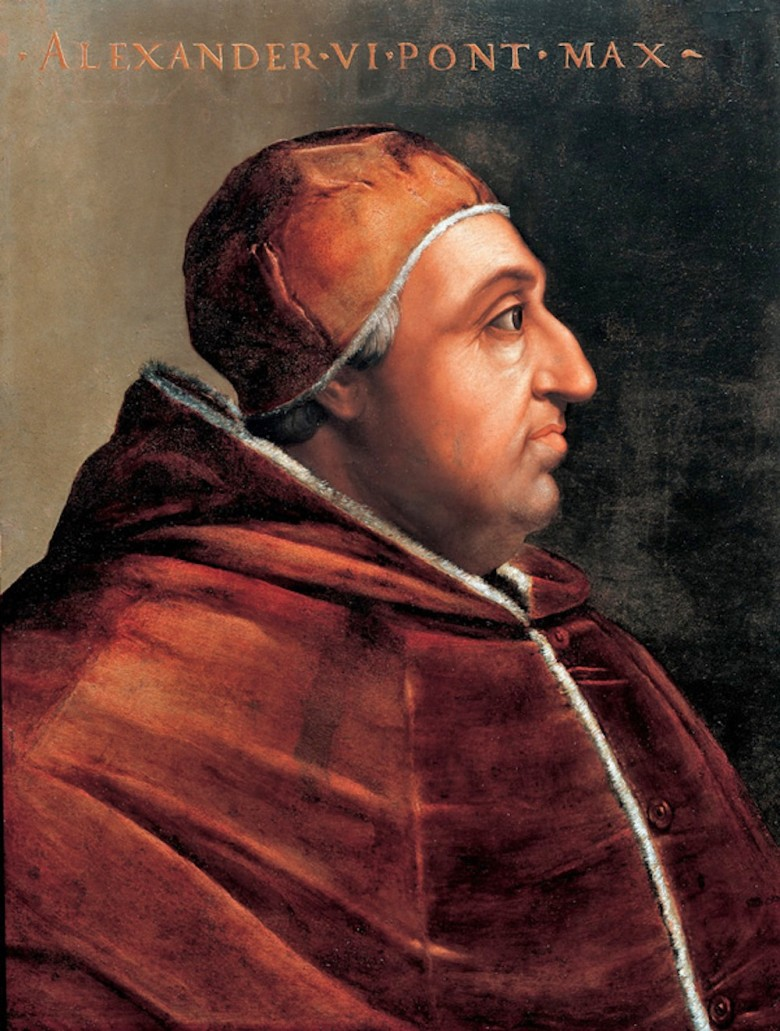
Peinture de Alexandre VI par Cristofano dell'Altissimo vers le milieu du siècle. Corridor de Vasari. Florence.

Alors que les explorateurs de l'Espagne et du Portugal se hâtaient d’asservir les peuples autochtones qu’ils rencontraient en Afrique et dans le Nouveau Monde, certains papes se prononcèrent contre cette pratique. En 1435, le pape Eugène IV avait publié une condamnation de l'esclavage dans sa bulle Sicut Dudum par laquelle étaient frappés d'excommunication tous ceux qui se livraient à la traite des esclaves. Une forme de servitude était cependant permise, analogue aux obligations d'un serf envers son seigneur en Europe.
À la suite de l'arrivée de Christophe Colomb dans le Nouveau Monde, la monarchie espagnole demanda au pape Alexandre de confirmer qu’elle était bien propriétaire des terres nouvellement découvertes. Les bulles publiées par le pape Alexandre VI : Eximiae devotionis (4 mai 1493), Inter Cætera (4 mai 1493) et Dudum siquidem (23 septembre 1493), accordèrent à l'Espagne, sur les terres nouvellement découvertes dans les Amériques, des droits semblables à ceux que le pape Nicolas V lui avait précédemment conférés par les bulles Romanus pontifex et Dum Diversas,,. Morales Padron (1979) conclut que ces bulles donnaient le droit d'asservir les indigènes. Minnich (2005) affirme que ce « commerce d'esclaves » était autorisé pour faciliter les conversions au christianisme. D'autres historiens et des chercheurs du Vatican sont en désaccord total avec de telles accusations et affirment que jamais le pape Alexandre VI n'a donné son approbation à la pratique de l'esclavage. Par la suite, d'autres papes, comme Benoît XIV dans Immensa Pastorum (1741) et Grégoire XVI dans In supremo apostolatus (1839), ont renouvelé la condamnation de l'esclavage.
Thornberry (2002) affirme qu’Inter Cætera s’appliquait au Requerimiento qu’on devait lire aux Indiens d'Amérique (qui ne comprenaient pas la langue des colonisateurs) avant de commencer les hostilités contre eux. On leur laissait le choix entre accepter l'autorité du pape et de la couronne espagnole ou courir le risque d’être attaqués et subjugués,. En 1993, l'Institut de droit autochtone a appelé le pape Jean-Paul II à révoquer Inter Cætera et à faire amende honorable pour « cet évènement si triste dans l’histoire ». Appel qui a été suivi par un autre similaire en 1994 émanant du Parlement des religions du monde.

## Dans les arts et la culture populaire

### Littérature

#### Bande dessinée
Une série en quatre albums, Borgia, écrite par Alejandro Jodorowsky et dessinée par Milo Manara, raconte de manière romancée la vie d'Alexandre VI et de sa progéniture :
- Borgia - Du sang pour le pape : 1er tome, Albin Michel, 2004.
- Borgia - Le Pouvoir et l'Inceste : 2e tome, Albin Michel, 2006.
- Borgia - Les Flammes du bûcher : 3e tome, Glénat, 2008.
- Borgia - Tout est vanité : 4e tome, Glénat, 2010.
- Alexandre VI. Le Règne des Borgia en deux tomes 2019 et 2023.

Le pape Alexandre VI apparaît également sous forme de flash-back dans le tome 1 de Le Pape terrible.

#### Roman
- Alexandre Dumas, Le Comte de Monte-Cristo fait référence à une histoire fictive concernant le pape et César Borgia.
- Alexandre Dumas, Les Borgia, roman appartenant aux vol. III et IV des Crimes célèbres, 1839.
- Michel Zévaco, Borgia ! : Arthème Fayard, Le Livre populaire, 1906 & 1948 Nouvelles Éditions Baudinière, 1977
- Danny Saunders, La Dynastie Borgia : L'ascension du pape, Les Éditeurs réunis, 10 novembre 2011.
- Henri Pigaillem, La Splendeur des Borgia, Télémaque, 2011.
- Klabund, Les Borgia, le roman d'une famille, Max Milo Éditions, 2011.
- Mario Puzo, Le Sang des Borgia, Édition L'Archipel, 29 novembre 2011
- Manuel Vázquez Montalbán, Ou César ou rien, Édition du Seuil Collection Points, 1999.
- Juliette Benzoni, Fiora et le pape (tome 3 du cycle "La Florentine"). Édition presses Pocket, 1989.
- Georges Soler, Alexandre VI, Le pape Catalan : Controverses et réalité. Cap Bear Editions, 2020  (ISBN 978-2-35066-214-5).

### Filmographie

#### Cinéma
- Lucrèce Borgia, film français réalisé par Abel Gance, sorti en 1935, avec Roger Karl dans le rôle d'Alexandre VI.
- Lucrèce Borgia film réalisé par Christian-Jaque , sorti en 1953 avec Martine Carol dans le rôle de Lucrèce.
- Les Borgia : ou le sang doré, réalisé par Alain Dhénaut, sorti en 1977, avec Julien Guiomar dans le rôle d'Alexandre VI.
- Lucrèce Borgia, réalisé par Lorenzo Onorati, sorti en 1990, avec Renato Pusiol.
- Los Borgia, film espagnol réalisé par Antonio Hernández, sorti en 2006, avec Lluís Homar dans le rôle d'Alexandre VI.

##### Documentaire
- La Maîtresse du Pape, docu-fiction allemand de Jan Peter et Yury Winterberg, sorti en 2005.

##### Série
- The Borgias, réalisée par Neil Jordan avec Jeremy Irons dans le rôle du d'Alexandre VI.
- Borgia, série réalisée par Tom Fontana avec John Doman dans le rôle d'Alexandre VI.
- Les Borgia ou le sang doré, réalisée par Alain Dhénaut d'après l’œuvre de Françoise Sagan, avec Julien Guiomar dans le rôle d'Alexandre VI.

### Théâtre

#### Tragédie
- Barnabe Barnes, The Devil's Charter (1607) traitant de la vie du pape.

### Jeux vidéo
- Assassin's Creed II met en scène Rodrigo Borgia en tant que principal ennemi du héros Ezio Auditore. Le jeu présente un Rodrigo très proche de la réalité : il atteint le Saint-Trône grâce à son argent et à son absence de scrupules, après avoir tenté d'assassiner Laurent de Médicis (ami proche de la famille Auditore) représenté à travers la conjuration des Pazzi. Il déclare même seulement se servir de son statut de pape pour avoir le pouvoir et ne croit plus en la Bible ; il est d'ailleurs laissé en vie par Ezio, ce qui augmente donc encore plus la ressemblance entre le jeu et la réalité historique.
- Assassin's Creed Brotherhood met également en scène Rodrigo et, cette fois, ses enfants César et Lucrèce. Encore une fois, ils gouvernent la ville de Rome et sont représentés dans toute leur cruauté et ambition en utilisant la corruption.